# Razeq Fani
Razeq Fani (* 30. Dezember 1943 in Kabul; † 22. April 2007 in San Diego), auch Raziq Faani, war ein afghanischer Dichter und Schriftsteller mit tadschikischem Hintergrund. Er zählt zu den bedeutendsten Repräsentanten der zeitgenössischen Dichtung Afghanistans.

## Leben
Nach einem Studium der Politischen Ökonomie in Sofia, kehrte Raziq Faani 1977 nach Afghanistan zurück, wo er sich fortan ganz der Dichtung widmete. Seinen ersten Gedichtband brachte er 1966 unter dem Titel Armaghan-e Jawani heraus. Es folgten weitere Werke, darunter ein Roman über das Leben in Afghanistan (1983) sowie eine Sammlung von Kurzgeschichten und Satiren (1987).
1988 emigrierte Raziq Faani mit seiner Familie in die Vereinigten Staaten nach San Diego, Kalifornien, wo er im April 2007 verschied.

## Werke (Auswahl)
- Armaghan- e Jawāni Sammlung von Gedichten, Kabul, Afghanistan 1966
- Bārāna (Regen) (Roman) Kabul, Afghanistan 1983
- Payāmber-e Bārān Sammlung von Gedichten, Kabul, Afghanistan 1986
- Amer-e bā Salaheyat Kurzgeschichten, Kabul, Afghanistan 1987.
- Abr wa Āftāb (Wolken und Sonne) Sammlung von Gedichten, Kalifornien 1994.
- Shekaste Shab (Zerbrochene Nacht) Sammlung von Gedichten, Kalifornien 1997.